# Bernhard Wyss (Altphilologe)
Bernhard Wyss (* 22. Oktober 1905 in Chaluet bei Court; † 6. September 1986) war ein Schweizer Klassischer Philologe.

## Leben
Bernhard Wyss besuchte die humanistische Kantonsschule in Aarau und studierte Klassische Philologie und Alte Geschichte an den Universitäten zu Zürich und Basel. Ab 1930 betreute er die jüngst eingeführten Elementarkurse im Griechischen und Lateinischen. 1933 wurde er bei Peter von der Mühll mit einer Dissertation zu Antimachos von Kolophon promoviert.
Nach der Promotion arbeitete Wyss am Humanistischen Gymnasium der Stadt Basel, wo er noch 1933 (mit 27 Jahren) zum Rektor ernannt wurde. 1943, während des Aktivdienstes, habilitierte er sich für Klassische Philologie. 1945 wurde er mit der Vertretung des Lehrstuhls für Alte Geschichte an der Universität Basel beauftragt, der seit der Emeritierung von Felix Staehelin (1944) vakant war. 1952 wurde Wyss als Nachfolger seines Lehrers Peter von der Mühll auf den gräzistischen Lehrstuhl berufen, den er bis zu seiner Emeritierung (1976) innehatte. Im akademischen Jahr 1967/1968 bekleidete er das Rektorat der Universität.
Von 1957 bis 1972 war er Präsident der Eidgenössischen Maturitätskommission.